# 華沙市旗
波蘭首都華沙的旗幟是一個雙色矩形，分為兩個大小相等的水平條紋：頂部為黃色，底部為紅色，其顏色取自城市的紋章。於1938年開始作為華沙的象徵 ，但當時尚無任何官方地位。旗幟於1991年被官方正式採用。